# L'Indépendance roumaine

L'Indépendance roumaine est un journal en langue française fondé à Bucarest le 31 juillet 1879, au moment où la Turquie accepte le principe de l'Indépendance de la Roumanie. Le journal est subventionné par le gouvernement roumain et rédigé par Emile Galli. Sa présentation est calquée sur les journaux publiés en France à la même époque et il couvre les questions littéraires et artistiques, en défendant les intérêts économiques roumains. Trois grands quotidiens français paraissent alors à Bucarest : L'Indépendance roumaine, La Roumanie, et La Politique. Un siècle plus tard, paraîtra un quotidien de 8 pages tiré à 8000 exemplaires, Bucarest Matin, mis en langue par de jeunes roumains bilingues.
De 1884 à 1886, L'Indépendance roumaine a pour rédacteur en chef Frédéric Damé (1849-1907), qui lance une polémique avec Voinţa natională, grand quotidien libéral roumain, au sujet de l'authenticité d'un mot de Goethe concernant la traduction de Faust par Gérard de Nerval. En 1896, à Bucarest, la rédaction héberge les premières projections cinématographiques des films des Frères Lumière.
Après la Première Guerre mondiale, L'Indépendance roumaine sera dirigée par le diplomate roumain Richard Franasovici (1883-1964), sous-secrétaire d'État à l'Intérieur. Son rédacteur en chef est E. Bercovitz, par ailleurs correspondant de l'agence de presse United Press. Il contourne la censure le 5 août 1927 lors du décès du Roi Ferdinand de Roumanie, neveu et héritier du Carol I de Hohenzollern, le premier roi de Roumanie.